# Martín Villarroel
Martín Ignacio Villarroel Robles (Viña del Mar, Región de Valparaíso, Chile, 23 de septiembre de 2001) es un futbolista chileno. Juega de mediocampista y milita en Deportes La Serena de la Primera División de Chile.
Es hijo del exjugador y hoy entrenador Moisés Villarroel.

## Estadísticas
| Club                       | Div.       | Temporada  | Liga  | Liga  | Copas nacionales | Copas nacionales | Torneos internacionales | Torneos internacionales | Total | Total |
| Club                       | Div.       | Temporada  | Part. | Goles | Part.            | Goles            | Part.                   | Goles                   | Part. | Goles |
| -------------------------- | ---------- | ---------- | ----- | ----- | ---------------- | ---------------- | ----------------------- | ----------------------- | ----- | ----- |
| Santiago Wanderers · Chile | 2ª         | 2019       | 1     | 0     | —                | —                | —                       | —                       | 1     | 0     |
| Santiago Wanderers · Chile | 2ª         | 2020       | —     | —     | —                | —                | —                       | —                       | 0     | 0     |
| Santiago Wanderers · Chile | 2ª         | 2021       | 25    | 0     | 1                | 0                | —                       | —                       | 26    | 0     |
| Santiago Wanderers · Chile | 2ª         | 2022       | 11    | 0     | 1                | 0                | —                       | —                       | 12    | 0     |
| Santiago Wanderers · Chile | Total club | Total club | 37    | 0     | 2                | 0                | 0                       | 0                       | 39    | 0     |
| Unión La Calera · Chile    | 1ª         | 2022       | 4     | 0     | —                | —                | —                       | —                       | 4     | 0     |
| Unión La Calera · Chile    | Total club | Total club | 4     | 0     | 0                | 0                | 0                       | 0                       | 4     | 0     |
| Cobreloa · Chile           | 2.ª        | 2023       | 9     | 0     | 2                | 0                | —                       | —                       | 11    | 0     |
| Cobreloa · Chile           | Total club | Total club | 9     | 0     | 2                | 0                | 0                       | 0                       | 11    | 0     |
| La Serena · Chile          | 2.ª        | 2024       | 4     | 0     | —                | —                | —                       | —                       | 4     | 0     |
| La Serena · Chile          | Total club | Total club | 4     | 0     | 0                | 0                | 0                       | 0                       | 4     | 0     |
| Total                      | Total      | Total      | 54    | 0     | 4                | 0                | 0                       | 0                       | 58    | 0     |
| 1. 2.                      |            |            |       |       |                  |                  |                         |                         |       |       |

## Palmarés

### Títulos nacionales
| Título    | Club               | País  | Año  |
| --------- | ------------------ | ----- | ---- |
| Primera B | Santiago Wanderers | Chile | 2019 |
| Primera B | Cobreloa           | Chile | 2023 |
| Primera B | Deportes La Serena | Chile | 2024 |